# Sayombhu Mukdeeprom
Sayombhu Mukdeeprom (en thaï : สยมภู มุกดีพร้อม), né en 1970 à Bangkok (Thaïlande), est un directeur de la photographie thaïlandais.

## Biographie
Dans les années 80, Sayombhu Mukdeeprom étudie à l'université Chulalongkorn à Bangkok. Dans les années 90, il étudie un an l'Institut national de la cinématographie (VGIK) à Moscou.

## Filmographie

### Comme directeur de la photographie
- 2000 : Mysterious Object at Noon
- 2002 : Sud sanaeha (Blissfully Yours)
- 2003 : Satree lek 2 (en thaï : สตรีเหล็ก 2)
- 2003 : Sayew (en thaï : สยิว)
- 2004 : M.A.I.D: Mission Almost Impossible Done (en thaï : แจ๋ว)
- 2005 : Cherm (en thaï : เฉิ่ม ; en anglais : Midnight My Love (en))
- 2005 : Worldly Desires
- 2006 : Syndromes and a Century
- 2007 : Khaw hai rak jong jaroen (Me... Myself)
- 2008 : Happy Birthday
- 2008 : Soi Cowboy
- 2009 : A Letter to Uncle Boonmee
- 2009 : Bitter/Sweet
- 2009 : Phantoms of Nabua
- 2009 : Sawasdee Bangkok
- 2010 : Oncle Boonmee, celui qui se souvient de ses vies antérieures
- 2011 : Hellgate
- 2013 : Ruedoo ron nan chan tai (en thaï : ฤดูร้อนนั้น ฉันตาย ; en anglais : Last Summer (th))
- 2015 : Antonia.
- 2015 : Les Mille et une nuits : volume 1, l'Inquiet
- 2015 : Les Mille et une nuits : volume 2, le Désolé
- 2015 : Les Mille et une nuits : volume 3, l'Enchanté
- 2016 : Await
- 2017 : Call Me by Your Name
- 2017 : Closing In
- 2018 : Suspiria
- 2018 : Nakee 2 (en thaï : นาคี 2)
- 2019 : The Staggering Girl
- 2021 : Beckett
- 2021 : Memoria
- 2022 : Treize Vies (Thirteen Lives) de Ron Howard
- 2024 : Challengers
- 2024 : Grand Tour de Miguel Gomes
- 2024 : Trap de M. Night Shyamalan
- 2024 : Queer de Luca Guadagnino

### Comme réalisateur
- 2011 : Khob Khun Thee Rak Kan

## Distinctions
- (en) Sayombhu Mukdeeprom: Awards, sur l'Internet Movie Database